# 粉茶

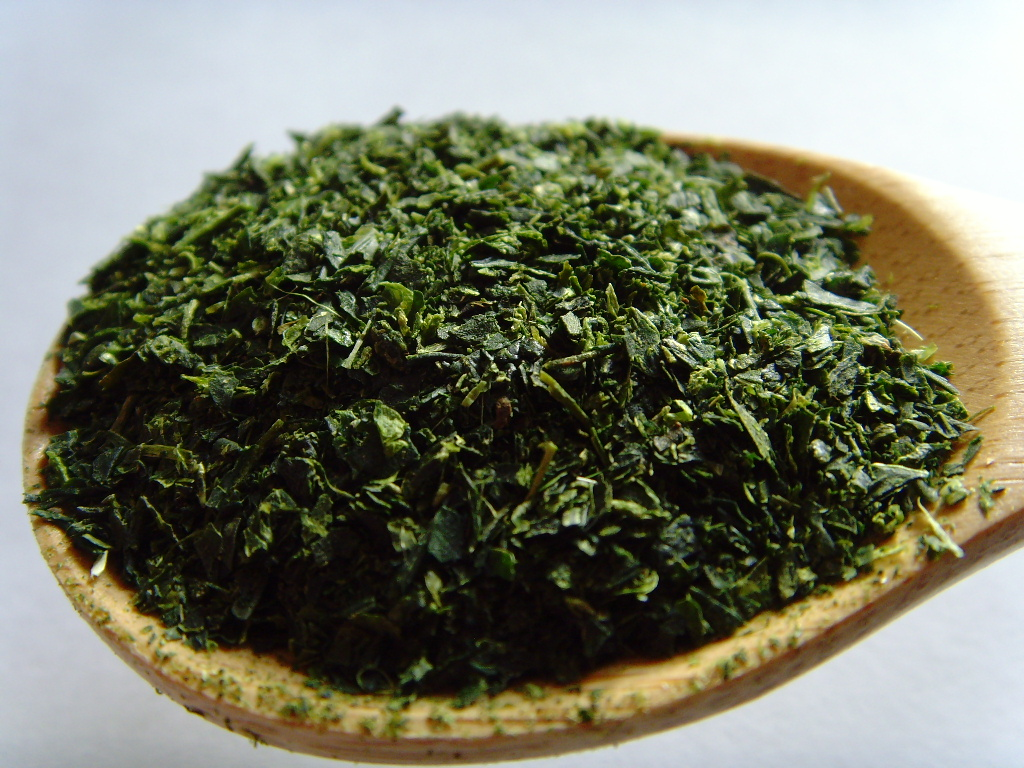
粉茶の茶葉

粉茶（こなちゃ）は、荒茶から煎茶を作る製造工程で出た粉状の切れ端を集めたもの。茎茶や芽茶と並んで出物と呼ばれる。いわば煎茶の切り落としのようなものであるため安価だが、茶葉の質そのものは煎茶に劣るものではないため、価格の割りに良い味のものが多いとされている。
粉状であるために茶葉の成分が溶け出しやすく、鮮やかな色合いで味の濃い茶を淹れることができる。熱い湯で短い抽出時間で手早く淹れることができ、味も強いため、寿司の後味を消し口の中をさっぱりさせる目的で、寿司屋のアガリとして出される茶の定番となっている。一方で茶葉の成分がすばやく抽出されるため、1煎目でお茶が出きってしまい、煎茶のように何煎も楽しむことは出来ない。
なお、粉茶はあくまでも煎茶の製造工程で出た「茶葉」であるため、淹れた後は茶殻が残り、茶葉が溶けきってしまうことはない。近年、茶葉そのものを粉砕して、湯に溶かし込んで茶を作る粉末茶が登場し、混同されることが多くなっているものの、両者はまったくの別物である。
また抹茶とも別物である。